# Prorokowa Góra
Prorokowa Góra (584 m) – góra w Grupie Żurawnicy, w regionalizacji fizycznogeograficznej Polski według Jerzego Kondrackiego zaliczana do Beskidu Małego, w nowszej regionalizacji z 2018 roku do Pasm Pewelsko-Krzeszowskich.
Wznosi się w północno-wschodniej części pasma, w jego głównym grzbiecie, pomiędzy Kocurową Górą (na południowym wschodzie) a Górą Żmijową (na zachodzie). Jej dość strome, północne stoki, opadające ku dolinie Tarnawki, są porośnięte lasem, natomiast południowe, opadające ku amfiteatralnie zakończonej dolinie potoku Błądzonka oraz południowo-wschodnie, schodzące ku dolinie Skawy, w większości zajmują pastwiska i pola uprawne. Południowo-wschodni grzbiet Prorokowej Góry poprzez przełączkę z osiedlem Koźle przechodzi w Bacowskie Wierchy (Kocurową Górę).
Południowymi stokami Prorokowej Góry, poniżej jej szczytu, biegnie czerwono znakowany szlak turystyczny z Zembrzyc na Groń Jana Pawła II. Prorokowa Góra porośnięta jest lasem, widokowy jest natomiast jej grzbietowy odcinek łączący ją z Bacowskimi Wierchami (Kocurową Górą). Widoczna z niego jest m.in. Gołuszkowa, Pasmo Jałowieckie, Beskid Żywiecki, szczyty wznoszące się nad Lachowicami.
Wznosi się w granicach wsi Tarnawa Dolna w województwie małopolskim, w powiecie suskim, w gminie Zembrzyce.
Szlaki turystyczne
 odcinek: Zembrzyce – Prorokowa Góra – Żmijowa – Gołuszkowa – Carchel – stoki Żurawnicy – Krzeszów.